# Archaeocuma peruanum
Archaeocuma peruanum is een zeekommasoort uit de familie van de Lampropidae. De wetenschappelijke naam van de soort is voor het eerst geldig gepubliceerd in 1972 door Bacescu.